# Космічний (зупинний пункт)
Космі́чний — залізничний пасажирський зупинний пункт Луганської дирекції Донецької залізниці.
Розташований у м. Отаманівка, Краснодонська міська рада, Луганської області на лінії Родакове — Ізварине між станціями Сімейкине (9 км) та Краснодон (5 км).
Через військову агресію Росії на сході Україні транспортне сполучення припинене.